# Airuno
Airuno es una localidad de Italia, región de Lombardia provincia de Lecco. Su población es de 2.607 habitantes y la superficie es de 4 km².

## Demografía
| Gráfica de evolución demográfica de Airuno entre 1861 y 2001 |
|                                                              |
| Fuente ISTAT - Elaboración gráfica hecha por Wikipedia       |